# Caridad Zazo Cardeña
Caridad Zazo Cardeña (Villaluenga de la Sagra, Toledo, 22 de gener de 1945) és una geòloga espanyola, especialitzada en els canvis del nivell del mar en el Quaternari. És professora de recerca del Consell Superior d'Investigacions Científiques (CSIC) en el Museu Nacional de Ciències Naturals a Madrid. En 2015 va prendre possessió com a acadèmica de nombre de la Reial Acadèmia de Ciències Exactes, Físiques i Naturals.

## Biografia acadèmica
Es va llicenciar el 1968 en Ciències Geològiques per la Universitat Complutense de Madrid, on va obtenir també el seu doctorat el 1980. Entre 1984 i 1988 va ser professora titular del departament de Geomorfologia i Geotectònica de la Facultat de Ciències Geològiques. Des de 1986 pertany al CSIC, primer com a col·laboradora, des de 1989 com a investigadora i, des de 1991, com a professora de recerca en el Museu Nacional de Ciències Naturals.
Des de 1990 va ser vicepresidenta i des de 1992 a 1994 presidenta de la Societat Espanyola de Geomorfologia. Des de 1992 és presidenta del Comitè Espanyol de la Unió Internacional per a la Recerca del Quaternari (INQUA), organització en la qual ha format part de diversos comitès i subcomitès internacionals.
Ha dirigit 11 tesis doctorals i ha publicat més de 400 treballs de recerca i divulgació científica.

## Premis i reconeixements
- 2009: «Golden Chondrite of Merit», Centre de Investigaçao Marinha i Ambiental (CIM) de la Universitat de l'Algarve (Portugal)
- 2011: «Arquer d'or», medalla nº 2, Associació Espanyola per a l'Estudi del Quaternari (AEQUA)[2]